# Abd-al-Màlik ibn Xihab al-Mismaí
Abd-al-Màlik ibn Xihab al-Mismaí fou membre de la família dels Massàmia de Bàssora. Servia als abbàssides sota el califa al-Mahdí, i fou notable per haver dirigit una expedició naval al Sind on per un temps fou governador adjunt (vers 780), que fou el més alt càrrec que va tenir, però ni ell ni cap membre de la família, destacada com a pro-omeia, va tornar a arribar a posicions notables sota els abbàssides.